# Hospital central de Trípoli
El Hospital central de Trípoli (en árabe: مستشفى طرابلس المركز) es un hospital general, que se encuentra en la ciudad de Trípoli, capital del país africano de Libia.
Se trata del segundo hospital más grande de Trípoli, se encuentra en el centro y ocupa un gran bloque completo entre la calle Zawia y Saidi calle Assaidi.
Alberga el principal y más antiguo centro de trauma y el primer y único programa de trasplante de órganos de Libia.
Fue construido en un pedazo de tierra que fue ocupado por algunas clínicas más pequeñas alrededor de la calle Assaidi.